# 11 września
11 września jest 254. (w latach przestępnych 255.) dniem w kalendarzu gregoriańskim. Do końca roku pozostaje 111 dni.

## Święta
- Imieniny obchodzą: Ademar, Aisza, Bonawentura, Dagna, Diodor, Diodora, Diomedes, Dydym, Dydymus, Emilian, Feliks, Hiacynt, Jacek, Jacenty, Jan, Krzesisław, Krzesława, Naczęsław, Pafnucy, Piotr, Prot, Teodora i Wincenty.
- Autokefaliczny Kościół Prawosławny – ścięcie św. Jana Chrzciciela
- Katalonia – święto narodowe La Diada
- Etiopia – święto narodowe Nowy Rok „Enkutatash”
- Wspomnienia i święta w Kościele katolickim[1][2] obchodzą:
  - św. Jan Gabriel Perboyre (męczennik)
  - święci Prot i Hiacynt (męczennicy)
  - bł. Bonawentura z Barcelony
  - bł. Franciszek Jan Bonifacio (prezbiter)

## Wydarzenia w Polsce
- 1638 – Pożar Krosna.
- 1661 – Utworzono Związek Braterski będący konfederacją wojsk Wielkiego Księstwa Litewskiego.
- 1780 – W Wełnie w Wielkopolsce Józef Wybicki ożenił się po raz drugi z Esterą Wierusz-Kowalską.
- 1818 – Ogłoszono poszerzoną wersję Konstytucji Wolnego Miasta Krakowa uchwalonej w 1815 roku.
- 1833 – Ogłoszono nową Konstytucję Wolnego Miasta Krakowa.
- 1858 – W Pałacu Lubomirskich w Krakowie otwarto wystawę starożytności i zabytków sztuki.
- 1865 – Król Prus Wilhelm I Hohenzollern nadał prawa miejskie Katowicom.
- 1869 – Założono warszawskie przedsiębiorstwo cukiernicze Blikle.
- 1883 – Z okazji 200-lecia odsieczy wiedeńskiej w budynku krakowskich Sukiennic otwarto Muzeum Narodowe.
- 1911 – W stoczni AG Vulcan Stettin zwodowano niemiecki niszczyciel V 1.
- 1914 – I wojna światowa: zwycięstwo wojsk rosyjskich nad austro-węgierskimi w bitwie pod Rawą Ruską.
- 1920:
  - Otwarto Konsulat Generalny Niemiec w Toruniu.
  - Założono masońską Wielką Lożę Narodową Polski.
- 1927 – Wisła Kraków pokonała TKS Toruń 15:0. Jest to najwyższy dotychczas wynik w historii polskiej Ekstraklasy piłkarskiej.
- 1934 – Polska odrzuciła Pakt wschodni.
- 1938 – Otwarto Muzeum Adama Mickiewicza w Nowogródku.
- 1939 – Kampania wrześniowa:
  - 31. Pułk Strzelców Kaniowskich pod dowództwem ppłka Wincentego Wnuka dokonał kontrataku na znajdujące się już w Mszczonowie oddziały Wehrmachtu, kompletnie je rozbijając. Po zwycięstwie pułk wycofał się z miasta, które w odwecie zostało spalone przez Niemców.
  - Kapitulacja polskich wojsk zamkniętych w tzw. „kotle radomskim”.
  - Niemiecki Sondergericht Bromberg (Sąd Specjalny w Bydgoszczy) skazał na karę śmierci pierwszych trzech Polaków za udział w wydarzeniach tzw. bydgoskiej „krwawej niedzieli”.
  - Wojska niemieckie przełamały polską obronę na linii Sanu.
  - Wojska niemieckie zajęły Siedlce.
  - W wyniku pożaru wywołanego przez niemieckich dywersantów spłonęła większa część Biłgoraja.
  - Zakończyła się obrona Jarosławia.
  - Zwycięska bitwa pod Kałuszynem (11-12 września).
- 1942 – W Rudnikach koło Częstochowy Niemcy dokonali publicznej egzekucji 20 osób.
- 1943 – Zlikwidowano getto żydowskie w Przemyślu.
- 1944:
  - 42. dzień powstania warszawskiego.
  - Armia Czerwona zdobyła Krosno.
  - Krajowa Rada Narodowa uchwaliła Ustawę o organizacji i zakresie działania rad narodowych.
- 1946 – W białostockim więzieniu rozstrzelano 6 członków konspiracji antykomunistycznej, wśród nich Aleksandra Rybnika, prezesa Okręgu Białystok WiN.
- 1969 – Premiera 1. odcinka serialu telewizyjnego Do przerwy 0:1 w reżyserii Stanisława Jędryki i Barbary Sass.
- 1976 – Antoni Macierewicz, Piotr Naimski i Wojciech Onyszkiewicz opracowali wstępną wersję dokumentu powołującego Komitet Obrony Robotników[3].
- 1980 – W Hucie Katowice w Dąbrowie Górniczej podpisano czwarte z porozumień sierpniowych.
- 1981:
  - Oficjalna data założenia zespołu Lady Pank.
  - Zwodowano okręt hydrograficzny ORP „Heweliusz”.
- 1985:
  - 5 górników zginęło w KWK „Thorez” w Wałbrzychu wskutek wyrzutu skał i dwutlenku węgla.
  - Na Stadionie Śląskim w Chorzowie reprezentacja Polski zremisowała bezbramkowo z Belgią i wywalczyła awans do Mistrzostw Świata w Meksyku.
- 1986 – W ramach trzeciej amnestii po stanie wojennym uwolniono 225 działaczy opozycji.
- 1990 – Thomas Simons został ambasadorem USA w Polsce.
- 1995 – 5 górników zginęło wskutek tąpnięcia w KWK „Polska Wirek” w Rudzie Śląskiej, kolejnych 4 żywych wydobyto po 5 dobach.
- 2001 – Założono stowarzyszenie Kampania Przeciw Homofobii.
- 2013 – Polska premiera filmu Ida w reżyserii Pawła Pawlikowskiego.

## Wydarzenia na świecie
- 1041 – Wielki pożar Bremy.
- 1217 – Podpisano angielsko-francuski traktat w Lambeth.
- 1297 – Powstanie Williama Wallace’a: pierwsze zwycięstwo szkockich powstańców w bitwie o most Stirling.
- 1354 – Marino Faliero został dożą Wenecji.
- 1382 – Po śmierci króla Węgier, Chorwacji i Polski Ludwika Węgierskiego jego następczynią na tronach węgierskim i chorwackim została córka Maria Andegaweńska.
- 1541:
  - Konkwistadorka Inés Suárez, pod nieobecność gubernatora Pedro de Valdivii, obroniła Santiago przed atakiem Mapuczów.
  - Spływ błotny ze zbocza Volcán de Agua zniszczył pierwszą stolicę Gwatemali Ciudad Vieja.
- 1553 – Claude de la Sengle został wybrany na wielkiego mistrza zakonu joannitów.
- 1565 – Zakończyło się nieudane, czteromiesięczne oblężenie Malty przez Turków osmańskich.
- 1579 – I wojna polsko-rosyjska: wojska polskie zdobyły twierdzę Sokół.
- 1598 – Borys Godunow został koronowany na cara Rosji.
- 1609:
  - Henry Hudson odkrył wyspę Manhattan.
  - Król Filip III Habsburg wydał edykt o wypędzeniu wszystkich 300 tysięcy morysków z Hiszpanii.
- 1620 – Wojna trzydziestoletnia: zwycięstwo wojsk habsburskich nad szwajcarskimi w bitwie pod Tirano.
- 1649 – Irlandzka wojna konfederacka(inne języki): w trakcie kampanii Olivera Cromwella w Irlandii jego wojska zdobyły po oblężeniu miasto Drogheda i dokonały masakry mieszkańców.
- 1697 – V wojna austriacko-turecka: w bitwie pod Zentą wojska cesarskie księcia Eugeniusza Sabaudzkiego rozgromiły armię turecką.
- 1709 – Wojna o sukcesję hiszpańską: połączone wojska brytyjsko-holendersko-austriackie pokonały Francuzów w bitwie pod Malplaquet.
- 1714 – Wojna o sukcesję hiszpańską: wojska hiszpańsko-francuskie zdobyły Barcelonę, tłumiąc powstanie antyhiszpańskie w Katalonii.
- 1727 – W Paryżu odbyła się premiera komedii Wyspa rozumu Pierre’a de Marivaux.
- 1772 – Markiz Donatien Alphonse François de Sade i jego lokaj zostali skazani zaocznie na karę śmierci za sodomię i trucicielstwo.
- 1777 – Wojna o niepodległość Stanów Zjednoczonych: podczas bitwy nad Brandywine gen. Kazimierz Pułaski uratował życie gen. Jerzemu Waszyngtonowi.
- 1792 – Rewolucja francuska: w Paryżu rozpoczęło się trwające niemal tydzień plądrowanie upaństwowionych zbiorów królewskich (zdeponowanych w Hôtel de la Marine), w trakcie którego skradziono francuskie klejnoty koronne, w tym błękitny diament Bleu de France, który przeszlifowany pojawił się na rynku w 1830 roku (obecnie znany jest pod nazwą Hope).
- 1795 – Wojska perskie zdobyły i zniszczyły Tbilisi.
- 1800 – Na Malcie zostały rozwiązane Bataliony Kongresu Narodowego – nieregularna armia sformowana po rebelii przeciwko rządom francuskim we wrześniu 1798 roku.
- 1802 – Francja anektowała Republikę Subalpejską na terytorium Piemontu.
- 1814 – Wojna brytyjsko-amerykańska: zwycięstwo Amerykanów w bitwie pod Plattsburghiem.
- 1822 – Kongregacja Indeksu w Rzymie obwieściła, że nauka Mikołaja Kopernika o obrocie Ziemi wokół Słońca może być rozpowszechniana.
- 1825 – W Petersburg oddano do użytku Pałac Michajłowski.
- 1826 – Antymason William Morgan został aresztowany pod fałszywymi zarzutami i uprowadzony do Fortu Niagara, gdzie słuch o nim zaginął.
- 1834 – W Petersburgu odsłonięto Kolumnę Aleksandrowską.
- 1836 – Proklamowano niepodległą Republikę Rio-Grandense w Brazylii.
- 1846 – Dekretem króla Francuzów Ludwika Filipa I została założona francuska szkoła archeologiczna w Atenach.
- 1855 – Wojna krymska: wojska brytyjsko-francusko-tureckie zdobyły po oblężeniu Sewastopol.
- 1857 – Mormońscy osadnicy w Utah dokonali masakry 120 kolonistów udających się z Arkansas do Kalifornii.
- 1878 – 268 górników (w tym 55 chłopców) zginęło w eksplozji w kopalni węgla kamiennego w Abercarn w południowej Walii.
- 1879 – Niemiecki astronom Christian Peters odkrył planetoidę (202) Chryseïs.
- 1881 – Papież Leon XIII ogłosił Madonnę z Montserrat patronką Katalonii.
- 1899 – W mieście Flagstaff założono Uniwersytet Arizony Północnej.
- 1901 – Cesáreo Chacaltana Reyes(inne języki) został po raz drugi premierem Peru.
- 1905 – W japońskim porcie Sasebo zatonął po eksplozji w rufowej komorze amunicyjnej pancernik „Mikasa”, w wyniku czego zginęło 339 członków załogi.
- 1906 – Uruchomiono komunikację tramwajową w szwedzkiej Uppsali.
- 1909 – Niemiecki astronom Max Wolf jako pierwszy zauważył na fotografii powracającą Kometę Halleya.
- 1919:
  - Rhee Syng-man stanął na czele emigracyjnego Koreańskiego Rządu Tymczasowego z siedzibą w Szanghaju.
  - Wojska amerykańskie dokonały inwazji na Honduras.
- 1921 – Żydowscy osadnicy założyli w Dolinie Jezreel w dzisiejszym północnym Izraelu pierwszy moszaw (spółdzielnię rolniczą) Nahalal.
- 1922:
  - Palestyna została ogłoszona brytyjskim terytorium mandatowym.
  - W Grecji doszło do wojskowego zamachu stanu.
  - W Salzburgu powołano Międzynarodowe Towarzystwo Muzyki Współczesnej (ISCM).
  - Założono brytyjską firmę motoryzacyjną Jaguar.
- 1924 – Ahmad Tajuddin(inne języki) został sułtanem Brunei.
- 1926 – W Rzymie anarchista Gino Lucetti usiłował dokonać zamachu na Benito Mussoliniego, rzucając bombę na jego limuzynę.
- 1928 – Założono Uniwersytet Aarhus (Dania).
- 1932:
  - W katastrofie samolotu RWD-6 w Cierlicku na Śląsku Cieszyńskim w Czechosłowacji zginęli Franciszek Żwirko i Stanisław Wigura.
  - Wystartowała najwyższa francuska liga piłkarska Ligue 1.
- 1933 – Pod Kazaniem w Rosji zginął w katastrofie lotniczej polski pilot kpt. Józef Lewoniewski.
- 1941:
  - Owdowiały w 1935 roku król Belgów Leopold III Koburg ożenił się potajemnie po raz drugi z Mary Lilian Baels.
  - W Waszyngtonie rozpoczęto budowę Pentagonu.
  - W Niemczech opatentowano metadon.
- 1942:
  - Rozpoczęła się operacja „Musketoon” – rajd komandosów brytyjskich i norweskich, którego celem było dokonanie sabotażu w elektrowni wodnej w Glomfjord(inne języki) w okupowanej przez Niemców Norwegii.
  - Ustanowiono Order Lwa Finlandii.
- 1944:
  - 107 górników (głównie rosyjskich robotników przymusowych) zginęło w wyniku eksplozji metanu w kopalni węgla kamiennego w niemieckim Bergkamen.
  - Front zachodni: w nocy z 11 na 12 września w nalocie dywanowym Royal Air Force na Darmstadt zginęło 11,5 tys. osób.
- 1948 – Henri Queuille został premierem Francji.
- 1950 – 33 osoby zginęły w zderzeniu dwóch pociągów pasażerskich w Coshocton w amerykańskim stanie Ohio.
- 1952 – Cesarz Etiopii Haile Selassie I podpisał akt federacji Etiopii i Erytrei.
- 1953 – Ólafur Thors został po raz czwarty premierem Islandii.
- 1960 – W Rzymie zakończyły się XVII Letnie Igrzyska Olimpijskie.
- 1961:
  - W Morges w Szwajcarii otwarto pierwsze biuro Światowego Funduszu na rzecz Przyrody (WWF).
  - Wystartował drugi program austriackiej telewizji publicznej ORF.
- 1963 – 40 osób zginęło we francuskich Pirenejach w katastrofie lecącego z Londynu do Perpignan samolotu Vickers VC.1 Viking z brytyjskimi turystami.
- 1968 – 95 osób zginęło na Morzu Śródziemnym w katastrofie lecącego z Port lotniczy Ajaccio-Napoléon Bonaparte do Nicei samolotu Sud Aviation Caravelle 3 należącego do Air France.
- 1969:
  - Obrączkowe zaćmienie słońca widoczne nad Pacyfikiem, Peru, Boliwią i Brazylią.
  - Zakończył się według zasady prawa międzynarodowego status quo ante bellum radziecko-chiński konflikt graniczny nad Ussuri.
- 1971:
  - Bahrajn i Katar zostały przyjęte do Ligi Państw Arabskich.
  - Doszło do włamania do oddziału Lloyds Bank w Londynie. Nieustaleni nigdy sprawcy wydrążyli 15-metrowy tunel do skarbca i zrabowali ze skrytek depozytowych biżuterię i pieniądze wartości wielu milionów funtów.
  - Została przyjęta w referendum nowa konstytucja Egiptu.
- 1972 – W Monachium zakończyły się XX Letnie Igrzyska Olimpijskie.
- 1973 – W Chile doszło do przewrotu wojskowego. Gen. Augusto Pinochet obalił socjalistycznego prezydenta Salvadora Allende, który zginął lub popełnił samobójstwo w zbombardowanym i oblężonym pałacu prezydenckim.
- 1974:
  - 70 osób zginęło w katastrofie samolotu McDonnell Douglas DC-9 w Karolinie Północnej.
  - Premiera 1. odcinka amerykańskiego serialu telewizyjnego Domek na prerii.
  - Założono brytyjską grupę muzyczną The Stranglers.
- 1978:
  - W londyńskim szpitalu zmarł bułgarski pisarz i dysydent Georgi Markow, ugodzony 4 dni wcześniej zatrutym rycyną parasolem.
  - Zmarła 40-letnia Brytyjka Janet Parker, ostatnia znana śmiertelna ofiara czarnej ospy.
- 1980:
  - Attaché misji Kuby przy ONZ w Nowym Jorku Félix García Rodríguez zginął w zamachu przeprowadzonym przez organizację terrorystyczną Omega 7(inne języki).
  - Przyjęto w referendum nową konstytucję Chile.
- 1982 – 46 osób zginęło w katastrofie amerykańskiego śmigłowca wojskowego Boeing CH-47 Chinook pod niemieckim Mannheim.
- 1985 – 118 osób zginęło w zderzeniu pociągów w portugalskim Nelas.
- 1987:
  - Zakończyła się wojna libijsko-czadyjska.
  - Został zastrzelony jamajski muzyk reggae Peter Tosh.
- 1989 – Władze Węgier zdecydowały o otwarciu granicy z Austrią dla uchodźców z byłej NRD.
- 1991:
  - Prezydent ZSRR Michaił Gorbaczow ogłosił zamiar wycofania wojsk radzieckich z Kuby.
  - Wykonano ostatni wyrok śmierci w historii Estonii.
- 1995 – W południowej wieży nowojorskiego World Trade Center rozpoczął się mecz o szachowe mistrzostwo świata między Rosjaninem Garri Kasparowem a Hindusem Viswanathanem Anandem.
- 1997 – 74% spośród głosujących w referendum Szkotów opowiedziało za ponownym utworzeniem, po blisko 300 latach przerwy, własnego parlamentu.
- 1998 – Jewgienij Primakow został premierem Rosji.

- 2001:

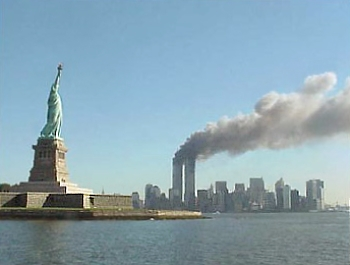
Widok na płonące wieżę World Trade Center 11 września 2001 roku

  - Blisko 3 tys. osób zginęło w serii największych w historii ataków terrorystycznych na World Trade Center w Nowym Jorku oraz Pentagon i Kapitol (udaremniony) w Waszyngtonie, dokonanych przez członków Al-Ka’idy przy użyciu uprowadzonych samolotów pasażerskich.
  - Zespół Slayer wydał swój ósmy studyjny album God Hates Us All.
- 2004 – 17 osób (w tym prawosławny patriarcha Aleksandrii Piotr VII) zginęło w katastrofie wojskowego śmigłowca Boeing CH-47 Chinook, lecącego z Aten na Górę Athos.
- 2005:
  - Izrael oficjalnie ogłosił koniec 38-letniej okupacji Strefy Gazy.
  - W Japonii odbyły się przedterminowe wybory parlamentarne.
- 2006 – Jerzy Tupou V został zaprzysiężony jako piąty król Tonga.
- 2007 – Przeprowadzono pierwszy test rosyjskiej bomby paliwowo-lotniczej, zwanej „ojcem wszystkich bomb”.
- 2009:
  - Były prezydent Tajwanu Chen Shui-bian został skazany na karę dożywotniego pozbawienia wolności za sprzeniewierzenie funduszy państwowych.
  - Chorwacja i Słowenia zawarły porozumienie w sprawie spornej granicy morskiej na Zatoce Pirańskiej.
  - Prezydent Mołdawii Vladimir Voronin ustąpił ze stanowiska. Tymczasowym prezydentem został przewodniczący parlamentu Mihai Ghimpu.
- 2012:
  - 289 osób zginęło w pożarze fabryki ubrań w Karaczi w Pakistanie.
  - W Kairze i Bengazi w Libii rozpoczęły się antyamerykańskie demonstracje wywołane informacjami na temat antyislamskiego filmu Innocence of Muslims. W ataku na amerykański konsulat w Bengazi zginęło czterech dyplomatów, w tym ambasador J. Christopher Stevens.
- 2013 – Prezydent Zimbabwe Robert Mugabe zniósł ponownie urząd premiera.
- 2015 – W wyniku upadku żurawia budowlanego w Świętym Meczecie w Mekce zginęło 118 osób, a 394 zostały ranne.

## Eksploracja kosmosu
- 1967 – Amerykańska sonda Surveyor 5 wylądowała na Księżycu.
- 1971 – Radziecka sonda Łuna 18 rozbiła się o powierzchnię Księżyca.
- 1985 – Sonda International Cometary Explorer (ICE) przeleciała w pobliżu komety 21P/Giacobini-Zinner.
- 1997 –  Amerykańska sonda Mars Global Surveyor osiągnęła orbitę Marsa.

## Urodzili się
- 1182 – Yoriie Minamoto, japoński siogun (zm. 1204)
- 1458 – Bernardo Accolti(inne języki), włoski poeta, dramaturg (zm. 1535)
- 1476 – Ludwika Sabaudzka, księżna Angoluême, Andegawenii, Nemours i Owernii (zm. 1531)
- 1522 – Ulisses Aldrovandi, włoski humanista, lekarz, przyrodnik (zm. 1605)
- 1524 – Pierre de Ronsard, francuski poeta (zm. 1585)
- 1525 – Jan Jerzy Hohenzollern, elektor Brandenburgii (zm. 1598)
- 1557 – Józef Kalasanty, hiszpański duchowny katolicki, założyciel zakonu pijarów, święty (zm. 1648)
- 1559 – Bartholomäus Schachmann, niemiecki kupiec, burmistrz Gdańska (zm. 1614)
- 1578 – Vincenzo Maculani, włoski duchowny katolicki, arcybiskup Benewentu, kardynał (zm. 1667)
- 1611 – Henri de Turenne, francuski dowódca wojskowy, marszałek Francji (zm. 1675)
- 1655 – Maćij Wjacław Jakula, łużycki rzeźbiarz (zm. 1738)
- 1656 – Ulryka Eleonora, księżniczka duńska, królowa szwedzka (zm. 1693)
- 1658 – Maria do Céu, portugalska poetka, pisarka, dramatopisarka (zm. 1753)
- 1667 – Jan Sinapius (młodszy), słowacki i śląski historyk, dramatopisarz, nauczyciel (zm. 1725)
- 1679 – Leopold I Józef, książę Lotaryngii i książę cieszyński (zm. 1729)
- 1681 – Johann Gottlieb Heineccius, niemiecki prawnik, wykładowca akademicki (zm. 1741)
- 1700 – James Thomson, szkocki poeta, dramaturg, librecista (zm. 1748)
- 1711:
  - (data chrztu) William Boyce, brytyjski kompozytor, organista (zm. 1779)
  - Alexandre Guy Pingré, francuski duchowny katolicki, astronom, bibliotekarz, kompozytor (zm. 1796)
- 1714 – Niccolò Jommelli, włoski kompozytor (zm. 1774)
- 1721 – Giovanni Battista Bussi de Pretis, włoski duchowny katolicki, biskup Jesi, kardynał (zm. 1800)
- 1723 – György Pray, węgierski jezuita, historyk, bibliotekarz (zm. 1801)
- 1724 – Johannes Bernhard Basedow, niemiecki pedagog, teolog (zm. 1790)
- 1731 – Giovanni Andrea Archetti, włoski kardynał, nuncjusz apostolski (zm. 1805)
- 1736 – Marguerite-Catherine Haynault, francuska arystokratka (zm. 1823)
- 1741 – Arthur Young, brytyjski ekonomista, pisarz (zm. 1820)
- 1743 – (data chrztu) Nikolaj Abraham Abildgaard, duński malarz, rzeźbiarz, scenograf (zm. 1809)
- 1749 – Justus Perthes, niemiecki wydawca (zm. 1816)
- 1756 – Étienne Hubert de Cambacérès, francuski duchowny katolicki, arcybiskup Rouen, kardynał (zm. 1818)
- 1761:
  - José Agostinho de Macedo, portugalski prozaik, poeta (zm. 1831)
  - Antoni Protazy Potocki, polski szlachcic, polityk (zm. 1801)
- 1764 – Valentino Fioravanti, włoski organista, kompozytor (zm. 1837)
- 1765 – John Campbell, amerykański prawnik, polityk (zm. 1828)
- 1771 – Mungo Park, szkocki podróżnik, badacz Afryki (zm. 1806)
- 1777 – Felix Grundy, amerykański prawnik, polityk, senator (zm. 1840)
- 1779 – Filippo Paulucci, włoski arystokrata, wojskowy, polityk (zm. 1849)
- 1784 – Ludwik Pavoni, włoski duchowny katolicki, święty (zm. 1849)
- 1786 – Friedrich Kuhlau, niemiecko-duński kompozytor (zm. 1832)
- 1787:
  - Stanisław Malczewski, polski pułkownik (zm. 1813)
  - Karl Wilhelm Wach, niemiecki malarz (zm. 1845)
- 1790 – Prot Adam Lelewel, polski ziemianin, oficer (zm. 1884)
- 1791 – John Edward Taylor, brytyjski przedsiębiorca, redaktor, wydawca (zm. 1844)
- 1798 – Franz Ernst Neumann, niemiecki fizyk, matematyk, krystalograf (zm. 1895)
- 1799 – Giuseppe Persiani(inne języki), włoski kompozytor (zm. 1869)
- 1800 – Daniel S. Dickinson(inne języki), amerykański polityk (zm. 1866)
- 1801 – Maurice Pion, francuski tancerz baletowy (zm. 1869)
- 1803 – Aleksander Stryjeński, polski kartograf, uczestnik powstania listopadowego (zm. 1875)
- 1806:
  - Henryk Kałussowski, polski publicysta, polityk, działacz emigracyjny (zm. 1894)
  - Spencer Horatio Walpole, brytyjski polityk (zm. 1898)
- 1808 – Robert Brett, brytyjski chirurg, działacz religijny (zm. 1874)
- 1810 – Bernhard Bogedain, niemiecki duchowny katolicki, biskup pomocniczy wrocławski (zm. 1860)
- 1812 – Pedro Luiz Napoleão Chernoviz, brazylijski lekarz pochodzenia polskiego (zm. 1881)
- 1816 – Carl Zeiss, niemiecki mechanik, przedsiębiorca (zm. 1888)
- 1817 – William Orville Ayres, amerykański lekarz, ichtiolog (zm. 1887)
- 1818 – Ludwik Szumańczowski, polski ziemianin, polityk (zm. 1893)
- 1822 – Olga Romanowa, wielką księżna Rosji, królowa Wirtembergii (zm. 1892)
- 1823 – Jan Zachariasiewicz, polski pisarz, dziennikarz pochodzenia ormiańskiego (zm. 1906)
- 1825 – Eduard Hanslick, austriacki krytyk muzyczny (zm. 1904)
- 1829 – Thomas Hill, amerykański malarz pochodzenia brytyjskiego (zm. 1908)
- 1837 – Oskar Bülow, niemiecki prawnik (zm. 1907)
- 1838:
  - Adam Asnyk, polski poeta, dramatopisarz, redaktor (zm. 1897)
  - John Ireland, amerykański duchowny katolicki, arcybiskup metropolita Saint Paul pochodzenia irlandzkiego (zm. 1918)
- 1841 – Hiacynt Alchimowicz, polski malarz, uczestnik powstania styczniowego (zm. 1897)
- 1842 – Teodozjusz (Sobolew), rosyjski biskup prawosławny, święty nowomęczennik (zm. 1918)
- 1845:
  - Émile Baudot, francuski wynalazca (zm. 1903)
  - Karl Siegmeth, niemiecki inżynier i urzędnik kolejowy, geolog, speleolog, turysta, krajoznawca (zm. 1912)
- 1847:
  - Theodore Clement Steele, amerykański malarz (zm. 1926)
  - John Boyd Thacher, amerykański historyk, pisarz, przedsiębiorca, polityk (zm. 1909)
  - Mary Watson Whitney, amerykańska astronom (zm. 1921)
- 1849:
  - Klotylda Micheli, włoska zakonnica, błogosławiona (zm. 1911)
  - Stanisław Potoczek, polski rolnik, polityk, poseł (zm. 1919)
- 1852 – Aleksander Bantkie-Stężyński, polski inżynier chemik, polityk, prezydent Częstochowy (zm. 1930)
- 1853 – Katharina Schratt, austriacka aktorka (zm. 1940)
- 1855 – Konstanty Biergiel, polski wiceadmirał (zm. 1939)
- 1856 – Hjalmar Lönnroth, szwedzki żeglarz sportowy (zm. 1917)
- 1857 – Paul van Niessen, niemiecki historyk (zm. 1937)
- 1859 – Kazimierz Noiszewski, polski okulista, wynalazca (zm. 1930)
- 1861 – Juhani Aho, fiński pisarz, dziennikarz (zm. 1921)
- 1862 – O. Henry, amerykański pisarz (zm. 1910)
- 1864 – Pawło Hrabowski, ukraiński poeta, publicysta, tłumacz, działacz polityczny (zm. 1902)
- 1865:
  - Aaron Kośmiński, brytyjski fryzjer pochodzenia polsko-żydowskiego, domniemany Kuba Rozpruwacz (zm. 1919)
  - Jānis Rainis, łotewski pisarz, dziennikarz, tłumacz (zm. 1929)
- 1869 – Fidela Oller Angelats, hiszpańska zakonnica, męczennica, błogosławiona (zm. 1936)
- 1870 – Nils Kjær, norweski dramaturg, eseista (zm. 1924)
- 1873 – Daria od św. Zofii Campillo Paniagua, hiszpańska zakonnica, błogosławiona (zm. 1936)
- 1874 – Bolesław Korolewicz, polski pułkownik lekarz (zm. 1942)
- 1875 – Erwin Mięsowicz, polski lekarz (zm. 1914)
- 1876:
  - Leopoldo García Ramón, hiszpański malarz (zm. 1958)
  - Iwan Kossak, ukraiński wojskowy, działacz społeczny (zm. 1927)
  - Stanley Rowley, australijski lekkoatleta, biegacz (zm. 1924)
- 1877:
  - Aleksandr Arbuzow, rosyjski chemik (zm. 1968)
  - Feliks Dzierżyński, rosyjski działacz komunistyczny pochodzenia polskiego, szef Czeka i OGPU (zm. 1926)
  - James Hopwood Jeans, brytyjski fizyk, astronom, matematyk (zm. 1946)
  - Roman Prawocheński, polski zootechnik (zm. 1965)
  - Rosika Schwimmer, węgierska polityk, działaczka feministyczna i pacyfistyczna pochodzenia żydowskiego (zm. 1948)
- 1879 – Rinya Kawamura, japoński lekarz, patolog (zm. 1947)
- 1881:
  - Jim Bellamy, angielski piłkarz, trener (zm. 1969)
  - Kong Xiangxi, chiński makler, przedsiębiorca (zm. 1967)
  - Asta Nielsen, duńska aktorka (zm. 1972)
- 1882:
  - James Chuter Ede, brytyjski polityk (zm. 1965)
  - Emil Rausch, niemiecki pływak (zm. 1954)
- 1885:
  - Robert Coulondre, francuski dyplomata (zm. 1959)
  - D.H. Lawrence, amerykański pisarz (zm. 1930)
  - Julian Smith, amerykański generał (zm. 1975)
- 1886:
  - Włodzimierz Dolański, polski tyflolog, nauczyciel dzieci niewidomych, publicysta, pianista (zm. 1973)
  - Jerzy Kossak, polski malarz (zm. 1955)
  - John Pettersson, szwedzki trener i działacz piłkarski (zm. 1951)
- 1887 – Wacław Cegiełka, polski działacz społeczny i polityczny, burmistrz Ostrowa Wielkopolskiego (zm. 1966)
- 1888:
  - Lars Høgvold norweski skoczek narciarski (zm. 1961)
  - Curt Piorkowski, niemiecki psycholog, pisarz (zm. 1939)
- 1889 – Karol Skupin, polski duchowny rzymskokatolicki (zm. 1974)[4]
- 1890 – Maria Pierina de Micheli, włoska zakonnica, mistyczka, błogosławiona (zm. 1945)
- 1891 – Bronisław Radowski polski wojskowy, prawnik, urzędnik konsularny, przedsiębiorca (zm. 1941)
- 1892:
  - Pinto Colvig, amerykański aktor, scenarzysta, muzyk (zm. 1967)
  - Stanisław Daczyński, polski aktor, reżyser teatralny (zm. 1964)
  - Ludvigs Ēķis, łotewski polityk, dyplomata (zm. 1943)
  - Wincenty Kowalski, polski generał brygady (zm. 1984)
- 1893 – William Evans Burney, amerykański polityk (zm. 1969)
- 1894 – Maria Kownacka, polska pisarka, tłumaczka (zm. 1982)
- 1895 – Vinoba Bhave, indyjski filozof, religioznawca, polityk (zm. 1982)
- 1896 – Robert S. Kerr, amerykański polityk, senator (zm. 1963)
- 1897:
  - Reinhold Poss, niemiecki pilot wojskowy i sportowy (zm. 1933)
  - Czesław Strzelecki, polski aktor, reżyser teatralny (zm. 1970)
- 1898 – Otto Heinrich von der Gablentz, niemiecki politolog, działacz antynazistowski (zm. 1972)
- 1899:
  - Philipp Bouhler, niemiecki urzędnik, działacz nazistowski (zm. 1945)
  - Jimmie Davis, amerykański piosenkarz country, polityk (zm. 2000)
- 1900:
  - Siemion Ławoczkin, rosyjski konstruktor lotniczy (zm. 1960)
  - George Souders, amerykański kierowca wyścigowy (zm. 1976)
- 1901 – Alfred Freyer, polski lekkoatleta, długodystansowiec (zm. 1927)
- 1902:
  - Barbecue Bob, amerykański muzyk bluesowy (zm. 1931)
  - Leo Gabriel, austriacki filozof (zm. 1987)
  - Sten Pettersson, szwedzki lekkoatleta, płotkarz i sprinter (zm. 1984)
- 1903 – Theodor Adorno, niemiecki filozof, teoretyk muzyki, kompozytor (zm. 1969)
- 1904:
  - Józef Bogusz, polski chirurg, etyk, historyk medycyny (zm. 1993)
  - José María Bueno y Monreal, hiszpański duchowny katolicki, arcybiskup Sewilli, kardynał (zm. 1987)
  - Jacek Woszczerowicz, polski aktor (zm. 1970)
- 1905 – Jan Górski, polski major, cichociemny (zm. 1945)
- 1906:
  - Antoni Bohdziewicz, polski reżyser i scenarzysta filmowy (zm. 1970)
  - James Quinn, amerykański lekkoatleta, sprinter (zm. 2004)
- 1907:
  - Lew Oborin, rosyjski pianista (zm. 1974)
  - Siergiej Sikorski, radziecki dowódca partyzancki, polityk (zm. 1960)
- 1908:
  - Michał Kmietowicz, polski szachista (zm. 1938)
  - Pawieł Pawłow, radziecki generał major (zm. 1967)
- 1909:
  - Joachim Fernau, niemiecki malarz, pisarz, dziennikarz (zm. 1988)
  - Henri LaBorde, amerykański lekkoatleta, dyskobol (zm. 1993)
  - William Natcher, amerykański polityk (zm. 1994)
  - Eric Trist, brytyjski psycholog (zm. 1993)
- 1910 – Gerhard Schröder, niemiecki polityk (zm. 1989)
- 1911:
  - Konstanty Dąbrowski, polski rolnik, polityk, poseł na Sejm PRL (zm. 1987)
  - Zbigniew Kiedacz, polski podpułkownik dyplomowany kawalerii (zm. 1944)
- 1912:
  - Haim Hanani, polsko-izraelski matematyk (zm. 1991)
  - Thure Johansson, szwedzki zapaśnik (zm. 1986)
- 1913 – Janusz Wyszogrodzki, polski podporucznik, żołnierz AK, uczestnik powstania warszawskiego (zm. 2009)
- 1914:
  - Mária Medvecká, słowacka malarka (zm. 1987)
  - Paweł, serbski duchowny prawosławny, patriarcha Serbii (zm. 2009)
- 1915 – Andriej Kandrionkow, radziecki polityk (zm. 1989)
- 1916:
  - Josef Gauchel, niemiecki piłkarz (zm. 1963)
  - Wiktor Stryjewski, polski sierżant, żołnierz AK i NSZ (zm. 1951)
- 1917:
  - Herbert Lom, brytyjski aktor pochodzenia czeskiego (zm. 2012)
  - Ferdinand Marcos, filipiński polityk, prezydent Filipin (zm. 1989)
  - Agnar Thórðarson, islandzki prozaik, dramaturg (zm. 2006)
- 1918 – César Mendoza, chilijski generał, jeździec sportowy (zm. 1996)
- 1919 – Jerzy Jaworowski, polski grafik, plakacista, projektant znaczków pocztowych (zm. 1975)
- 1920:
  - Satcam Boolell, maurytyjski polityk (zm. 2006)
  - Scott Forbes, brytyjski aktor, scenarzysta filmowy (zm. 1997)
  - Mijo Udovčić, chorwacki szachista (zm. 1984)
- 1921:
  - Marian Buczyński, polski plutonowy, żołnierz AK, uczestnik powstania warszawskiego (zm. 1944)
  - Michel Jobert, francuski prawnik, polityk (zm. 2002)
  - Bruno Moravetz, niemiecki dziennikarz sportowy (zm. 2013)
  - Francis Anthony Quinn, amerykański duchowny katolicki, biskup Sacramento (zm. 2019)
  - Jan Wuttke, polski żołnierz AK, uczestnik powstania warszawskiego (zm. 1944)
- 1922:
  - Robert Day(inne języki), brytyjski reżyser filmowy (zm. 2017)
  - Erich Sojka, czeski pisarz, tłumacz (zm. 1997)
- 1924:
  - Daniel Akaka, amerykański polityk, senator (zm. 2018)
  - Edward Łańcucki, polski generał (zm. 2020)
  - Rudolf Vrba, słowacki farmakolog pochodzenia żydowskiego (zm. 2006)
- 1925:
  - Willi Herold, niemiecki zbrodniarz wojenny (zm. 1946)
  - Danuta Mniewska-Dejmek, polska aktorka (zm. 2022)
  - Wiesław Nadowski, polski polityk, poseł na Sejm PRL (zm. 2020)
  - Leopold Taraszkiewicz, polski architekt, wykładowca akademicki (zm. 2014)
- 1926:
  - Jewgienij Bielajew, rosyjski śpiewak operowy (tenor) (zm. 1994)
  - Jan Tarasin, polski malarz, grafik, rysownik, fotograf, eseista (zm. 2009)
- 1927 – Andries Nieman, południowoafrykański bokser (zm. 2009)
- 1928:
  - Reubin Askew, amerykański polityk (zm. 2014)
  - Earl Holliman, amerykański aktor (zm. 2024)
  - Leszek Kazimierz Klajnert, polski architekt (zm. 2013)
  - Wsiewołod Łarionow, rosyjski aktor (zm. 2000)
- 1929:
  - David S. Broder, amerykański dziennikarz (zm. 2011)
  - Sebastian Koto Khoarai, lesotyjski duchowny katolicki, biskup Mohale’s Hoek, kardynał (zm. 2021)
  - Edward Łukosz, polski inżynier, polityk, minister hutnictwa i przemysłu maszynowego
  - Patrick Mayhew, brytyjski polityk (zm. 2016)
- 1930:
  - Jack Davis, amerykański lekkoatleta, płotkarz (zm. 2012)
  - Jerzy Figurski, polski komandor pilot (zm. 2006)
  - Jean-Claude Forest(inne języki), francuski pisarz, autor komiksów (zm. 1998)
  - Marc Galle, belgijski i flamandzki polityk, językoznawca, wykładowca akademicki (zm. 2007)
  - Giennadij Garbuzow, rosyjski bokser (zm. 2009)
  - Alwin Albert Hafner, szwajcarski duchowny katolicki, biskup Morombe na Madagaskarze (zm. 2016)
  - Tomasz Plebański, polski fizykochemik, metrolog (zm. 1994)
  - Vera T. Sós, węgierska matematyk, wykładowczyni akademicka (zm. 2023)
  - Nikoła Stanczew, bułgarski zapaśnik (zm. 2009)
  - Adam Strzembosz, polski prawnik, wykładowca akademicki, pierwszy prezes Sądu Najwyższego
  - Teresa Strzembosz, polska działaczka katolicka (zm. 1970)
  - Tomasz Strzembosz, polski historyk, wykładowca akademicki (zm. 2004)
  - Aleksandra Tymieniecka, polska historyk ruchu robotniczego (zm. 2023)
- 1931:
  - David Hartman, izraelski rabin, filozof (zm. 2013)
  - Vincent Malone, brytyjski duchowny katolicki, biskup pomocniczy Liverpoolu (zm. 2020)
  - Roy Sandstrom, brytyjski lekkoatleta, sprinter (zm. 2019)
- 1932:
  - Jerzy Afanasjew, polski pisarz, satyryk, reżyser filmowy i teatralny (zm. 1991)
  - Sonny Callahan, amerykański polityk (zm. 2021)
  - Halina Chmielewska, polska reżyserka i scenarzystka filmowa (zm. 2018)
  - Klara Knapik, polska szachistka (zm. 2009)
- 1933:
  - Nicola Pietrangeli, włoski tenisista
  - Zofia Słaboszowska, polska aktorka (zm. 2004)
  - Mátyás Szűrös, węgierski polityk, prezydent Węgier
- 1934:
  - Ian Abercrombie, brytyjski aktor (zm. 2012)
  - Jacek Abramowicz, polski pianista, kompozytor (zm. 2020)
  - Aloísio Sinésio Bohn, brazylijski duchowny katolicki, biskup Santa Cruz do Sul (zm. 2022)
  - Norma Croker, australijska lekkoatletka, sprinterka (zm. 2019)
  - Kalikst, angielski duchowny prawosławny, biskup metropolita Dioklei (zm. 2022)
  - Leonard Leisching, południowoafrykański bokser (zm. 2018)
  - Gustáv Mráz, słowacki piłkarz (zm. 2025)
  - Ion Panțuru, rumuński bobsleista (zm. 2016)
  - Leon Rooke, kanadyjski pisarz
- 1935:
  - Jacinto Tomás de Carvalho Botelho, portugalski duchowny katolicki, biskup Lamego
  - Jacques Gaillot, francuski duchowny katolicki, biskup Évreux (zm. 2023)
  - Tołomusz Okiejew, kirgiski reżyser i scenarzysta filmowy (zm. 2001)
  - Károly Palotai, węgierski piłkarz, sędzia piłkarski (zm. 2018)
  - Arvo Pärt, estoński kompozytor
  - Richard Sklba, amerykański duchowny katolicki, biskup pomocniczy Milwaukee (zm. 2024)
  - Gierman Titow, radziecki generał pułkownik, pilot myśliwski i doświadczalny, kosmonauta (zm. 2000)
  - Bjørg Vik, norweska pisarka, feministka (zm. 2018)
- 1936:
  - Roger Barkley, amerykański prezenter radiowy (zm. 1997)
  - Walter D’Hondt, kanadyjski wioślarz
  - Hiroshi Shidara, japoński reżyser filmów animowanych
- 1937:
  - Robert Crippen, amerykański pilot wojskowy, inżynier, astronauta
  - Iosif Kobzon, rosyjski piosenkarz, pedagog (zm. 2018)
  - Jan Kulka, polski poeta, prozaik (zm. 2000)
  - Paola I, królowa Belgów
  - Tomas Venclova, litewski poeta, eseista, publicysta, tłumacz
- 1938:
  - Jacek Kalabiński, polski dziennikarz (zm. 1998)
  - Krzysztof Wierzbiański(inne języki), polski reżyser filmowy
- 1939:
  - Charles Geschke, amerykański informatyk, przedsiębiorca (zm. 2021)
  - Marwan Hamadeh, libański polityk
  - Elżbieta Kolejwa, polska lekkoatletka, sprinterka
  - José Ricardo da Silva, brazylijski piłkarz
- 1940:
  - Brian De Palma, amerykański reżyser, aktor, scenarzysta, producent, operator i montażysta filmowy
  - Mirosława Krajewska, polska aktorka (zm. 2023)
  - Andrzej Mencwel, polski historyk i krytyk literatury, antropolog kultury, eseista, publicysta
  - Nông Đức Mạnh, wietnamski polityk, sekretarz generalny KC Komunistycznej Partii Wietnamu
  - Jacek Piątkiewicz, polski lekarz, samorządowiec, urzędnik państwowy
  - Giuseppe Soldi, włoski kolarz szosowy
- 1941:
  - Riaz Ahmed, pakistański hokeista na trawie
  - Garri Bardin, rosyjski reżyser i scenarzysta filmowy, aktor głosowy
  - Marcello Dell’Utri, włoski prawnik, polityk, eurodeputowany
  - Willi Fuggerer, niemiecki kolarz torowy (zm. 2015)
  - Pedro Marset Campos, hiszpański psychiatra, wykładowca akademicki, polityk, eurodeputowany (zm. 2024)
  - Iwan Pluszcz, ukraiński ekonomista, polityk (zm. 2014)
  - Parwiz Purhosejni, irański aktor (zm. 2020)
- 1942:
  - Yvonne Herløv Andersen, duńska pedagog, działaczka samorządowa, polityk
  - Marek Bargiełowski, polski aktor (zm. 2016)
  - Lola Falana, amerykańska aktorka, tancerka
- 1943:
  - Mickey Hart, amerykański perkusista, członek zespołów: Grateful Dead i Rhythm Devils(inne języki)
  - Hartmut Losch, niemiecki lekkoatleta, dyskobol (zm. 1997)
- 1944:
  - Everaldo, brazylijski piłkarz (zm. 1974)
  - Serge Haroche, francuski fizyk, laureat Nagrody Nobla
  - Freddy Thielemans, belgijski nauczyciel, samorządowiec, polityk, burmistrz Brukseli, eurodeputowany (zm. 2022)
- 1945:
  - Franz Beckenbauer, niemiecki piłkarz, trener, działacz piłkarski (zm. 2024)
  - Nino Kirow, bułgarski szachista (zm. 2008)
- 1946:
  - Julie Covington, brytyjska aktorka i wokalistka musicalowa
  - Marek Harny, polski pisarz
  - Jacek Juliusz Jadacki, polski filozof, logik, pianista
  - José Francisco Oliveros, filipiński duchowny katolicki, biskup Malolos (zm. 2018)
  - Balthasar Schwarm, niemiecki saneczkarz
- 1947:
  - Teresa Bochwic, polska dziennikarka, publicystka, działaczka opozycji antykomunistycznej
  - Gerry Conway, brytyjski perkusista, członek zespołów: Eclection(inne języki), Fotheringay(inne języki), Fairport Convention, Jethro Tull i Pentangle (zm. 2024)
  - Zoltán Melis, węgierski wioślarz
  - Stanisław Mikke, polski prawnik, adwokat, pisarz, działacz społeczny (zm. 2010)
  - Ryszard Pojda, polski polityk, poseł na Sejm RP
- 1948:
  - Nikołaj Griebniew, rosyjski lekkoatleta, oszczepnik
  - Jon Lukas, maltański piosenkarz (zm. 2021)
  - John Martyn, brytyjski piosenkarz, gitarzysta (zm. 2009)
- 1949:
  - Leivinha, brazylijski piłkarz
  - Joseph Maraite, belgijski samorządowiec, polityk, minister-prezydent Niemieckojęzycznej Wspólnoty Belgii (zm. 2021)
  - Ewa Szykulska, polska aktorka
- 1950:
  - Ion Caras, mołdawski piłkarz, trener
  - Frank Kendrick, amerykański koszykarz, trener (zm. 2024)
  - Amy Madigan, amerykańska aktorka
  - Jan (Mladenović), serbski biskup prawosławny
  - Johnny Neumann, amerykański koszykarz (zm. 2019)
  - Barry Sheene, brytyjski motocyklista wyścigowy (zm. 2003)
- 1951:
  - Lex Drewinski, polsko-niemiecki plakacista, wykładowca akademicki
  - Slah Karoui, tunezyjski piłkarz
  - Ryszard Poradowski, polski dziennikarz, reporter, publicysta
- 1952:
  - Antoni Leon Dawidowicz, polski matematyk
  - Józef Fortuna, polski polityk, lekarz, poseł na Sejm RP
  - Klaus-Peter Hildenbrand, niemiecki lekkoatleta, długodystansowiec
  - Piotr Kocąb, polski trener piłkarski
  - Miroslav Mikolášik, słowacki polityk
- 1953:
  - Alicja Bykowska-Salczyńska, polska poetka, pisarka, autorka słuchowisk radiowych
  - Rodolfo Dubó, chilijski piłkarz
  - Danuta Kuś-Załęska, polska piłkarka ręczna
  - Tommy Shaw(inne języki), amerykański wokalista, członek zespołu Styx
- 1954:
  - Herbert Bösch, austriacki polityk
  - Dorota Chytrowska, polska strzelczyni sportowa
- 1955:
  - Jerzy Borcz, polski matematyk, samorządowiec, polityk, senator RP
  - Joe Hassett, amerykański koszykarz
- 1956:
  - Tony Gilroy, amerykański reżyser i scenarzysta filmowy
  - Adam Lipiński, polski ekonomista, polityk, poseł na Sejm RP
  - Megan Williams, australijska aktorka, piosenkarka (zm. 2000)
- 1957:
  - Brad Bird, amerykański reżyser i scenarzysta filmów animowanych
  - Ebrahim Ghasempour, irański piłkarz, trener
  - Jeh Johnson, amerykański polityk
  - Preben Elkjær Larsen, duński piłkarz
  - Płamen Markow, bułgarski piłkarz, trener i działacz piłkarski
- 1958:
  - Roxann Dawson, amerykańska aktorka, reżyserka filmowa
  - Julia Nickson-Soul, singapurska aktorka
  - Scott Patterson, amerykański baseballista, aktor
  - Guillermo del Riego, hiszpański kajakarz
  - Georgi Sławkow, bułgarski piłkarz (zm. 2014)
- 1959:
  - Bert Anciaux, belgijski i flamandzki prawnik, polityk
  - Tomasz Arceusz, polski piłkarz, menedżer piłkarski
  - Mirosław Guzowski, polski aktor
  - John Hawkes, amerykański aktor
  - Anna Śliwińska, polska siatkarka
- 1960:
  - Hiroshi Amano, japoński fizyk, laureat Nagrody Nobla
  - Predrag Nikolić, bośniacki szachista
  - Anne Ramsay, amerykańska aktorka
- 1961:
  - Elizabeth Daily, amerykańska aktorka
  - Giovanni Evangelisti, włoski lekkoatleta, skoczek w dal
  - Marzanna Helbik, polska lekkoatletka, biegaczka długodystansowa
  - Virginia Madsen, amerykańska aktorka
  - Laurent Percerou, francuski duchowny katolicki, biskup Moulins
  - Jolanta Wilk, polska aktorka
- 1962:
  - Bertin Ebwellé, kameruński piłkarz
  - Kristy McNichol, amerykańska aktorka
  - Ricardo Rocha, brazylijski piłkarz
  - Mieczysław Szewczyk, polski piłkarz
  - Beata Zygarlicka(inne języki), polska aktorka
- 1963:
  - Krzysztof Kamiński, polski judoka
  - Hennadij Łytowczenko, ukraiński piłkarz
  - Jolanta Molenda, polska siatkarka (zm. 2017)
  - Donato Sabia, włoski lekkoatleta, sprinter i średniodystansowiec (zm. 2020)
- 1964:
  - Mimi Kodheli, albańska polityk
  - Józef (Makiedonow), rosyjski biskup prawosławny
  - Kathy Watt, australijska kolarka szosowa i torowa
  - Victor Lemonte Wooten, amerykański basista, kompozytor
- 1965:
  - Baszszar al-Asad, syryjski wojskowy, polityk, prezydent Syrii
  - Jean-Philippe Fleurian, francuski tenisista
  - Fernando Gómez, hiszpański piłkarz
  - Paul Heyman, amerykański promotor wrestlingu, menedżer, komentator sportowy, dziennikarz, aktor
  - Kálmán Kovács, węgierski piłkarz
  - Moby, amerykański wokalista, muzyk, kompozytor
  - Graeme Obree, szkocki kolarz szosowy i torowy
  - Maria Spiraki, grecka dziennikarka, polityk
- 1966:
  - Olga Kardopolcewa, białoruska lekkoatletka, chodziarka
  - Kiko, japońska księżna
  - Rita Ottervik, norweska działaczka samorządowa, burmistrz Trondheim
  - Dainis Ozols, łotewski kolarz szosowy
  - Urszula Rusecka, polska działaczka samorządowa, polityk, poseł na Sejm RP
  - Gilson Andrade da Silva, brazylijski duchowny katolicki, biskup Nova Iguaçu
- 1967:
  - Randolph Bresnik, amerykański pilot wojskowy, astronauta
  - Harry Connick Jr., amerykański pianista jazzowy, piosenkarz, aktor
  - Arnold Huber, włoski saneczkarz
  - Jenna Johnson, amerykańska pływaczka
  - Władysław Refling(inne języki), polski wokalista i gitarzysta bluesowy, członek zespołów: Beer Band, After Midnight, 4 Syfon i Abaddon
  - Maja Schmid, szwajcarska narciarka dowolna
  - Sung Jae-ki, południowokoreański obrońca praw człowieka, filozof (zm. 2013)
  - Dany Theis, luksemburski piłkarz (zm. 2022)
- 1968:
  - Eduardo Bennett, honduraski piłkarz
  - Slaven Bilić, chorwacki piłkarz, trener
  - Don Decker, amerykański wokalista, członek zespołu Anal Blast (zm. 2009)
  - Hermenegildo García, kubański florecista
  - Joel Groff, luksemburski piłkarz
  - Jari Isometsä, fiński biegacz narciarski
  - Ralph Jean-Louis, seszelski piłkarz, trener
  - Tetsuo Kurata, japoński aktor, przedsiębiorca
  - Włodzimierz (Michiejkin), rosyjski biskup prawosławny
  - Robert Mirzyński, polski dziennikarz, spiker, dokumentalista, reżyser słuchowisk, dramaturg (zm. 2019)
  - Szymon Olszaniec, polski historyk, bizantynolog
  - Andriej Tarasienko, rosyjski hokeista, trener (zm. 2024)
  - Andreas Tews, niemiecki bokser
- 1969:
  - Gidget Gein, amerykański basista, członek zespołu Marilyn Manson (zm. 2008)
  - Martin Kotůlek, czeski piłkarz, trener
  - Leonardo Ramos, urugwajski piłkarz, trener
  - Jurij Sadowienko, rosyjski generał pułkownik, polityk
  - Ingo Züchner, niemiecki skoczek narciarski
- 1970:
  - Thomas Dowd, kanadyjski duchowny katolicki, biskup pomocniczy Montrealu
  - Chris Garver, amerykański tatuażysta
  - Taraji P. Henson, amerykańska piosenkarka, aktorka
  - William Joppy, amerykański bokser
  - John Spencer, szkocki piłkarz, trener
- 1971:
  - Richard Ashcroft, brytyjski wokalista, członek zespołu The Verve
  - Stéphane Daoudi, francuski kierowca wyścigowy
  - Nicoleta Grasu, rumuńska lekkoatletka, dyskobolka
  - Ketino Kachiani-Gersinska, niemiecka szachistka pochodzenia gruzińskiego
  - Mari Lampinen, fińska biegaczka narciarska
  - Alessandra Rosaldo, meksykańska aktorka, piosenkarka
- 1972:
  - Rafał Bernacki, polski piłkarz ręczny, bramkarz
  - Parwiz Borumand, irański piłkarz, bramkarz
  - Jewhen Brasławeć, ukraiński żeglarz sportowy
  - Matthew Gilmore, belgijski kolarz torowy i szosowy pochodzenia australijskiego
  - Dorota Kwaśny, polska biegaczka narciarska
  - Dariusz Misiuna, polski socjolog, pisarz, publicysta, tłumacz
  - Ricardo Morales Galindo, chilijski duchowny katolicki, biskup Copiapó
- 1973:
  - Tomasz Bonin, polski bokser
  - Roberto Chiappa, włoski kolarz torowy
  - Wagneau Eloi, haitański piłkarz
  - Krzysztof Giaro, polski informatyk, matematyk, wykładowca akademicki
  - In-Grid, włoska piosenkarka
  - Johann Lonfat, szwajcarski piłkarz
  - Gábor Mohos, węgierski duchowny katolicki, biskup pomocniczy ostrzyhomsko-budapeszteński
- 1974:
  - Sohrab Bachtijarizade, irański piłkarz
  - Mike Begovich, amerykański aktor, producent telewizyjny i filmowy
  - Dremiel Byers, amerykański zapaśnik
  - Dino Giarrusso, włoski dziennikarz, filmowiec, polityk, eurodeputowany
  - Maciej Gramatyka, polski dziennikarz, samorządowiec, prezydent Tychów
  - Tea Łanczawa, holenderska szachistka pochodzenia gruzińskiego
  - Sebastián Martino, argentyński kierowca wyścigowy
  - DeLisha Milton-Jones, amerykańska koszykarka
  - Dmitrij Parfionow, rosyjski piłkarz, trener pochodzenia ukraińskiego
  - Marlon Ramsey, amerykański lekkoatleta, sprinter
- 1975:
  - Elephant Man, jamajski wokalista i wykonawca muzyki reggae i dancehall
  - Pierre Issa, południowoafrykański piłkarz pochodzenia libańskiego
  - Gábor Ocskay, węgierski hokeista (zm. 2009)
- 1976:
  - Tomáš Enge, czeski kierowca wyścigowy
  - Łukasz Majewski, polski piosenkarz, autor tekstów
  - Joanna Lorek, polska koszykarka
  - Marco Rose, niemiecki piłkarz, trener
- 1977:
  - Jonny Buckland, brytyjski gitarzysta, członek zespołu Coldplay
  - Przemysław Błaszczyk, polski rolnik, samorządowiec, polityk, senator RP
  - Libor Charfreitag, słowacki lekkoatleta, młociarz
  - Ludovic Hubler, francuski podróżnik
  - Ludacris, amerykański raper, aktor
  - Artur Michalkiewicz, polski zapaśnik
  - Matthew Stevens, walijski snookerzysta
- 1978:
  - Pablo Contreras, chilijski piłkarz
  - Mirko Poledica, serbski piłkarz
  - Emil Rajkoviḱ, macedoński koszykarz, trener
  - Brian Siders, amerykański trójboista siłowy, strongman
  - Else-Marthe Sørlie-Lybekk, norweska piłkarka ręczna
  - Dejan Stanković, serbski piłkarz
  - Tom Stallard, brytyjski wioślarz
- 1979:
  - Éric Abidal, francuski piłkarz
  - Hana Horáková, czeska koszykarka
  - Javad Foroughi, irański strzelec sportowy
  - Peter Hurtaj, słowacki hokeista
  - Eli Lieb, amerykański wokalista
  - Cameron Richardson, amerykańska aktorka, modelka
- 1980:
  - Ali Asghar Bazri, irański zapaśnik
  - Mike Comrie, kanadyjski hokeista
  - Marieta Gotfryd, polska sztangistka
  - Aleksandr Korniejew, rosyjski siatkarz
- 1981:
  - Marcus Becker, niemiecki kajakarz górski
  - Andreas Birnbacher, niemiecki biathlonista
  - Andrea Dossena, włoski piłkarz
  - Paweł Dyllus, polski operator, montażysta, reżyser i scenarzysta filmowy
  - Mahdi Hadżizade, irański zapaśnik
  - Agnieszka Karcz, polska piłkarka
  - Dylan Klebold, amerykański masowy morderca (zm. 1999)
  - Maria Yamamoto, japońska aktorka głosowa, piosenkarka
- 1982:
  - Elvan Abeylegesse, turecka lekkoatletka, biegaczka długodystansowa pochodzenia etiopskiego
  - Swiatłana Cichanouska, białoruska polityk
  - Yelena Parxomenko, azerska siatkarka
  - Lieuwe Westra, holenderski kolarz szosowy (zm. 2023)
  - Tatsurō Yoshino, japoński lekkoatleta, sprinter
- 1983:
  - Vivian Cheruiyot, kenijska lekkoatletka, biegaczka długodystansowa
  - Ike Diogu, nigeryjski koszykarz
  - Jacoby Ellsbury, amerykański baseballista
  - Laura Ferrara, włoska polityk
  - Sophie Løhde, duńska polityk
  - Ivana Matović, serbska koszykarka
  - Đorđe Mićić, serbski koszykarz
  - Lauryn Williams, amerykańska lekkoatletka, sprinterka, bobsleistka
- 1984:
  - Josef Fojtík, czeski hokeista
  - Tony Longo, włoski kolarz górski
  - Bartłomiej Matysiak, polski kolarz szosowy i torowy
  - Bedi Mbenza, kongijski piłkarz
  - Akifumi Shimoda, japoński bokser
- 1985:
  - Shaun Livingston, amerykański koszykarz
  - Daniel da Mota, luksemburski piłkarz pochodzenia portugalskiego
  - Marc Willers, nowozelandzki kolarz BMX
- 1986:
  - Ismail Abdullatif, bahrajński piłkarz
  - Sonja Barjaktarović, czarnogórska piłkarka ręczna, bramkarka
  - Walerij Borczin, rosyjski lekkoatleta, chodziarz
  - Tomasz Buczak, polski judoka
  - Masako Hozumi, japońska łyżwiarka szybka
  - Robert Ng’ambi, malawijski piłkarz
  - Laura Orgué, hiszpańska biegaczka narciarska
  - LaToya Sanders, amerykańsko-turecka koszykarka
  - Rishod Sobirov, uzbecki judoka
- 1987:
  - Robert Acquafresca, włoski piłkarz pochodzenia polskiego
  - Tobias Hauke, niemiecki hokeista na trawie
  - Tyler Hoechlin, amerykański aktor
  - Susianna Kentikian, ormiańsko-niemiecka pięściarka
  - Anastasia Le-Roy, jamajska lekkoatletka, sprinterka
  - Kaori Matsumoto, japońska judoczka
  - Emilce Sosa, argentyńska siatkarka
  - Meamea Thomas, kiribatyjski sztangista (zm. 2013)
- 1988:
  - Xaimara Colon, portorykańska siatkarka
  - Anastasija Czaun, rosyjska pływaczka
  - Katarzyna Dufrat, polska brydżystka
  - Lee Yong-dae, południowokoreański badmintonista
  - Michael Zullo, australijski piłkarz
- 1989:
  - Karima Christmas-Kelly, amerykańska koszykarka
  - Fernando Hernández Ramos, kubański siatkarz
  - Andy Ruiz, meksykański bokser
  - Kathleen Scheer, amerykańska koszykarka
  - Carmen Thalmann, austriacka narciarka alpejska
- 1990:
  - Jo Inge Berget, norweski piłkarz
  - Nelson Bonilla, salwadorski piłkarz
  - Jorge Castro, kostarykański piłkarz
  - Henry Hopper, amerykański aktor
  - Cursty Jackson, amerykańska siatkarka
  - Adam Straith, kanadyjski piłkarz
  - Cassandra Tate, amerykańska lekkoatletka, płotkarka i sprinterka
  - Inna Trażukowa, rosyjska zapaśniczka
- 1991:
  - Cammile Adams, amerykańska pływaczka
  - Jordan Ayew, ghański piłkarz
  - Tabitha Love, kanadyjska siatkarka
- 1992:
  - Sandro Cavazza(inne języki), szwedzki piosenkarz
  - Cheick Doukouré, iworyjski piłkarz
  - Borut Mačkovšek, słoweński piłkarz
- 1993:
  - Katie Byres, brytyjska lekkoatletka, tyczkarka
  - Nia Moore, amerykańska koszykarka
  - Marcus Paige, amerykański koszykarz
  - Martina Šamadan, chorwacka siatkarka
- 1994:
  - Jorman Aguilar, panamski piłkarz
  - Joshua Bluhm, niemiecki bobsleista
  - Brian Dawkins, amerykański koszykarz
  - Natalija Krol, ukraińska lekkoatletka, biegaczka średniodystansowa
  - Bekżan Sagynbajew, kirgiski piłkarz
  - Danyło Skrypeć, ukraiński hokeista
  - Teuvo Teräväinen, fiński hokeista
- 1995 – Astra Sharma, australijska tenisistka pochodzenia indyjskiego
- 1996:
  - Dmitrij Barinow, rosyjski piłkarz
  - Dominique Bond-Flasza, jamajska piłkarka pochodzenia polskiego
  - Aleksandr Kimierow, rosyjski siatkarz
  - Pawieł Kraskowski, rosyjski hokeista
  - Brayelin Martínez, dominikańska siatkarka
  - Sol Píccolo, argentyńska siatkarka
  - Jessica Shepard, amerykańska koszykarka
  - Tin Srbić, chorwacki gimnastyk
- 1997:
  - Lidija Durkina, rosyjska biegaczka narciarska
  - Julia Marino, amerykańska snowboardzistka
  - Marin Pongračić, chorwacki piłkarz
  - Harmony Tan, francuska tenisistka pochodzenia chińsko-kambodżańskiego
- 1998:
  - Han Kwang-song, północnokoreański piłkarz
  - Zhang Qi, chińska zapaśniczka
- 1999 – Marie, polska piosenkarka, autorka tekstów
- 2000:
  - Leandro Bolmaro, argentyński koszykarz pochodzenia włoskiego
  - Virginie Gascon, kanadyjska zapaśniczka
  - Ben Healy, irlandzki kolarz szosowy pochodzenia brytyjskiego
  - Ułan Muratbek uułu, kirgiski zapaśnik
  - Josef Ritzer, austriacki skoczek narciarski
- 2001:
  - Koshiro Shimada, japoński łyżwiarz figurowy
  - Gedly Tugi, estońska lekkoatletka, oszczepniczka
  - Antonio Watson, jamajski lekkoatleta, sprinter
- 2002:
  - Kacper Bieszczad, polski piłkarz, bramkarz
  - Anastasija Smirnowa, rosyjska narciarka dowolna
  - Peyton Watson, amerykański koszykarz
- 2003 – Lucija Tarkuš, słoweńska wspinaczka sportowa
- 2004 – Charlotte Kempenaers-Pocz, australijska tenisistka
- 2006 – Olger Escobar, gwatemalski piłkarz

## Zmarli
- 1063 – Bela I, król Węgier (ur. ok. 1016)
- 1161 – Melisanda, królowa Jerozolimy (ur. 1105)
- 1207 – Fulko, polski duchowny katolicki, biskup krakowski (ur. ?)
- 1349 – Bonna Luksemburska, francuska księżna (ur. 1315)
- 1380 – Haakon VI Magnusson, król Norwegii i król Szwecji (ur. 1340)
- 1484 – Philibert Hugonet, francuski kardynał (ur. ?)
- 1508 – Galeotto Franciotti della Rovere, włoski duchowny katolicki, biskup Lukki i Cremony, kardynał (ur. 1471)
- 1594 – Baltazar Batory, węgierski arystokrata (ur. ok. 1560)
- 1599 – Beatrice Cenci, włoska patrycjuszka (ur. 1577)
- 1603 – (lub 10 września) Krzysztof Warszewicki, polski szlachcic, sekretarz i dworzanin królewski, historyk, pisarz polityczny, publicysta, mówca, dyplomata (ur. 1543)
- 1606 – Karel van Mander, flamandzki malarz (ur. 1548)
- 1622 – Kacper Koteda, japoński tercjarz dominikański, męczennik, błogosławiony (ur. 1603)
- 1646:
  - Antonio Marcello Barberini, włoski kardynał (ur. 1569)
  - Edward I Farnese, książę Parmy i Piacenzy (ur. 1612)
  - Johann Stobäus, pruski muzyk, kompozytor (ur. 1580)
- 1652:
  - Łukasz Drewno, polski farmaceuta, burmistrz powietrzny Starej Warszawy (ur. ?)
  - Gedeon Michał Tryzna, polski szlachcic, polityk (ur. ?)
- 1654 – Łukasz Opaliński starszy, polski szlachcic, polityk, marszałek wielki koronny, marszałek nadworny koronny, wojewoda rawski (ur. 1581)
- 1661 – Jan Fyt, flamandzki malarz (ur. 1611)
- 1680 – Go-Mizunoo, cesarz Japonii (ur. 1596)
- 1684 – Bonawentura z Barcelony, hiszpański franciszkanin, błogosławiony (ur. 1620)
- 1710 – Tobiaš Jan Becker, czeski duchowny katolicki, biskup hradecki (ur. 1649)
- 1721 – Rudolf Jakob Camerarius, niemiecki lekarz, botanik (ur. 1665)
- 1733 – François Couperin Le Grand, francuski kompozytor (ur. 1668)
- 1752 – Thomas Stackhouse, brytyjski teolog (ur. 1677)
- 1753 – Jan Josef Vratislav Mitrovic, czeski duchowny katolicki, biskup hradecki (ur. 1694)
- 1760 – Louis Godin(inne języki), francuski astronom (ur. 1704)
- 1762 – Andrzej Radwański, polski malarz (ur. 1711)
- 1768 – Joseph-Nicolas Delisle, francuski astronom, kartograf (ur. 1688)
- 1778 – Johann Sebastian Bach, niemiecki malarz, rysownik (ur. 1748)
- 1781 – Johann August Ernesti, niemiecki teolog ewangelicki, filolog, pedagog (ur. 1707)
- 1788 – Józef, książę Brazylii (ur. 1761)
- 1789 – Luka Sorkočević, chorwacki kompozytor (ur. 1734)
- 1792 – Franciszek Ksawery Grocholski, polski szlachcic, polityk, targowiczanin (ur. 1730)
- 1799 – Marek Jandołowicz, polski karmelita, kaznodzieja, przywódca duchowy konfederacji barskiej (ur. 1713)
- 1819 – Jacek Idzi Przybylski, polski poeta, prozaik, krytyk literacki, filolog klasyczny (ur. 1756)
- 1822 – Alojzy Żółkowski (ojciec), polski aktor, dramatopisarz, poeta, tłumacz, publicysta (ur. 1777)
- 1823 – David Ricardo, brytyjski ekonomista (ur. 1772)
- 1836 – John Gamble, amerykański podporucznik (ur. 1791)
- 1837 – Christian Gottlieb Reichard, niemiecki kartograf (ur. 1758)
- 1840 – Jan Gabriel Perboyre, francuski duchowny katolicki, misjonarz, męczennik, święty (ur. 1802)
- 1851 – Sylvester Graham, amerykański pastor prezbiteriański, dietetyk (ur. 1794)
- 1860 – Atena Grimaldi, członkini monakijskiej rodziny książęcej (ur. 1786)
- 1865 – Louis Juchault de Lamoricière, francuski generał, polityk (ur. 1806)
- 1869:
  - Giovanni Cairoli, włoski rewolucjonista (ur. 1842)
  - Thomas Graham, brytyjski fizyk, chemik, wykładowca akademicki (ur. 1805)
- 1870:
  - Jan Bojankowski, polski architekt (ur. 1832)
  - Eugenio Lucas Velázquez, hiszpański malarz (ur. 1817)
- 1873 – Seweryn Skórzewski, polski ziemianin, polityk (ur. 1807)
- 1875:
  - Fiodor Bruni, rosyjski malarz pochodzenia włoskiego (ur. 1799)
  - Joannes Baptista Swinkels, holenderski duchowny katolicki, biskup, wikariusz apostolski Gujany Holenderskiej (ur. 1810)
- 1878 – Leon Ludwik Sapieha, polski książę, polityk, uczestnik powstania listopadowego (ur. 1803)
- 1886 – Jan Walery Królikowski, polski aktor, reżyser (ur. 1820)
- 1888 – Domingo Faustino Sarmiento, argentyński historyk, pisarz, polityk, prezydent Argentyny (ur. 1811)
- 1891 – Augustin-Théodule Ribot, francuski malarz, grafik (ur. 1823)
- 1894 – Kazimierz Zaremba, polski ziemianin, polityk (ur. 1832)
- 1895 – Thomas Heath Haviland, kanadyjski polityk (ur. 1822)
- 1900:
  - Jacob Mendes Da Costa, amerykański lekarz, wykładowca akademicki pochodzenia portugalsko-żydowskiego (ur. 1833)
  - Otto Martin Torell, szwedzki zoolog, geolog, wykładowca akademicki (ur. 1828)
- 1901 – John Egge, australijski przedsiębiorca pochodzenia chilijskiego (ur. ok. 1830)
- 1902 – Émile Bernard, francuski organista, kompozytor (ur. 1843)
- 1906 – Hermann Cohn, niemiecki okulista pochodzenia żydowskiego (ur. 1838)
- 1907 – Octave Hamelin, francuski filozof, wykładowca akademicki (ur. 1856)
- 1910 – Mieczysław Srokowski, polski prozaik, poeta (ur. 1873)
- 1911 – Kazimierz Lipiński, polski przemysłowiec, polityk (ur. 1857)
- 1913 – Piotr Prieobrażenski, rosyjski neurolog, psychiatra, wykładowca akademicki (ur. 1864)
- 1915:
  - William Sprague, amerykański generał, przedsiębiorca, polityk (ur. 1830)
  - William Cornelius Van Horn, amerykański pionier kolejnictwa (ur. 1843)
- 1917:
  - Georges Guynemer, francuski pilot wojskowy, as myśliwski (ur. 1894)
  - Louis Fleeming Jenkin, brytyjski pilot wojskowy, as myśliwski (ur. 1895)
  - Ludwika Mąke, polska fotografka (ur. 1847)
  - Ödön Téry, węgierski lekarz, taternik, działacz turystyczny (ur. 1856)
- 1919:
  - Géza Csáth, węgierski psychiatra, prozaik, dramaturg, muzyk, krytyk muzyczny (ur. 1887)
  - Józef Mikulski, polski podporucznik piechoty (ur. 1874)
  - Wanda Szafirówna, polska plutonowa (ur. 1900)
- 1920:
  - Stefan Chrzanowski, polski podporucznik (ur. 1897)
  - Emanuel Fränkel, niemiecki przemysłowiec, filantrop pochodzenia żydowskiego (ur. 1842)
- 1921:
  - Louis Mountbatten, brytyjski arystokrata, admirał floty (ur. 1854)
  - Leopold Suchodolski, polski szlachcic, uczestnik powstania styczniowego (ur. 1845)
  - Ryszard Winter, polski działacz sportowy pochodzenia żydowskiego (ur. 1883)
- 1922 – Jan Nepomucen Stęślicki, polski lekarz, działacz niepodległościowy i plebiscytowy (ur. 1866)
- 1923:
  - Ole Østmo, norweski strzelec sportowy (ur. 1866)
  - Zhang Xun, chiński wojskowy, polityk, premier Republiki Chińskiej (ur. 1854)
- 1924:
  - George Gardiner, amerykański zapaśnik (ur. 1900)
  - Mieczysław Surzyński, polski kompozytor, organista, dyrygent, pedagog (ur. 1866)
- 1925:
  - Kazimierz Brownsford, polski polityk, poseł na Sejm Ustawodawczy i Sejm RP (ur. 1856)
  - Ksawery Wakulski, polski inżynier lądowy, wykładowca akademicki (ur. 1843)
- 1926:
  - Béla Hajts, słowacki nauczyciel, przyrodnik, pomolog, krajoznawca, działacz turystyczny (ur. 1872)
  - Paweł Smolikowski, polski duchowny katolicki, filozof, pisarz, misjonarz, Sługa Boży (ur. 1849)
- 1928 – Ludwik Masłowski, polski pisarz polityczny, publicysta, tłumacz, socjolog (ur. 1847)
- 1929 – Gilbert Clayton, brytyjski generał brygady (ur. 1875)
- 1930 – Emil Godlewski, polski botanik, chemik rolny, wykładowca akademicki (ur. 1847)
- 1932:
  - Kurt Blum, niemiecki neurolog, psychiatra (ur. 1895)
  - Jan Burzyński, polski ziemianin, weteran powstania styczniowego (ur. 1837)
  - Stanisław Wigura, polski inżynier, konstruktor lotniczy, pilot sportowy (ur. 1901)
  - Franciszek Żwirko, polski pilot wojskowy i sportowy (ur. 1895)
- 1933:
  - Max Alsberg, niemiecki prawnik, adwokat (ur. 1877)
  - Jules Clévenot, francuski pływak, piłkarz wodny (ur. 1876)
  - Edmund Forster, niemiecki psychiatra, neurolog, wykładowca akademicki (ur. 1878)
  - Józef Lewoniewski, polski pilot wojskowy i sportowy (ur. 1899)
- 1934 – François Barraud, szwajcarski malarz (ur. 1899)
- 1936:
  - Wincenty Pelufo Corts, hiszpański duchowny katolicki, męczennik, błogosławiony (ur. 1868)
  - Józef Maria Segura Penadés, hiszpański duchowny katolicki, męczennik, błogosławiony (ur. 1896)
- 1937 – Stefan Barszczewski, polski pisarz, dziennikarz, podróżnik, działacz polonijny (ur. 1862)
- 1939:
  - Paweł Blew, polski kapitan (ur. 1901)
  - Konstantin Korowin, rosyjski malarz (ur. 1861)
  - Jan Litewski, polski podpułkownik kawalerii (ur. 1893)
- 1940:
  - Arthur Carnell, brytyjski strzelec sportowy (ur. 1862)
  - Arsen Cebrzyński, polski porucznik pilot (ur. 1912)
  - Milan Jovanović Batut, jugosłowiański lekarz, wykładowca akademicki (ur. 1847)
  - Hermann Stehr, niemiecki nauczyciel, pisarz (ur. 1864)
  - Stefan Wójtowicz, polski sierżant pilot (ur. 1919)
- 1941:
  - Aleksandr Ajchienwald, rosyjski ekonomista pochodzenia żydowskiego (ur. 1899)
  - Osyp Kriłyk, ukraiński polityk komunistyczny (ur. 1898)
  - Piotr Pietrowski, radziecki wojskowy, polityk, dziennikarz (ur. 1899)
  - Christian Rakowski, ukraiński polityk komunistyczny pochodzenia bułgarskiego (ur. 1873)
  - Marija Spiridonowa, rosyjska działaczka rewolucyjna (ur. 1884)
- 1942:
  - Max Biala, niemiecki funkcjonariusz i zbrodniarz nazistowski (ur. 1905)
  - Stanisław Gall, polski duchowny katolicki, biskup pomocniczy warszawski, administrator apostolski archidiecezji warszawskiej, biskup polowy WP, generał dywizji (ur. 1865)
  - Józef Kapłan, polski działacz ruchu oporu pochodzenia żydowskiego (ur. 1913)
  - Jelena Kolesowa, radziecka partyzantka, czerwonoarmistka (ur. 1920)
  - Rolf Mützelburg, niemiecki dowódca U-Bootów (ur. 1913)
  - Aleksander Słuczanowski, polski hokeista (ur. 1900)
- 1943:
  - Jegor Kulikow, radziecki polityk (ur. 1891)
  - Pierre Le Gloan, francuski pilot wojskowy, as myśliwski (ur. 1913)
  - Andrij Łastowećkyj, ukraiński fizyk, wykładowca akademicki (ur. 1902)
  - Farid Simajka, egipski skoczek do wody (ur. 1907)
- 1944:
  - Gustaw Billewicz, polski major, żołnierz AK, uczestnik powstania warszawskiego (ur. 1907)
  - Marek Józef Dołęga-Zakrzewski, polski porucznik rezerwy piechoty, żołnierz AK, uczestnik powstania warszawskiego (ur. 1896)
  - Linn Farish, amerykański żołnierz, geolog, rugbysta (ur. 1901)
  - Zygmunt Karłowski, polski działacz konspiracyjny (ur. 1912)
  - Antoni Pachnicki, polski podharcmistrz (ur. 1908)
- 1945 – Nicola Bellomo, włoski generał major (ur. 1881)
- 1946:
  - Franciszek Jan Bonifacio, włoski duchowny katolicki, męczennik, błogosławiony (ur. 1912)
  - Marian Piekarski, polski harcerz, żołnierz AK, Armii Krajowej Obywatelskiej i Zrzeszenia WiN (ur. 1927)
  - Aleksander Rybnik, polski oficer AK, AOK i WiN (ur. 1906)
  - Franciszek Sowulewski, polski żołnierz, podoficer WP i AK, członek WiN (ur. 1915)
- 1948 – Muhammad Ali Jinnah, pakistański polityk, gubernator Pakistanu (ur. 1876)
- 1950:
  - Feliks Płażek, polski dramaturg, prozaik (ur. 1882)
  - Jan Smuts, południowoafrykański marszałek polny, filozof, polityk, premier Związku Południowej Afryki (ur. 1870)
- 1952 – Kazimierz Lasocki, polski malarz (ur. 1871)
- 1954:
  - Ulrich Graf, niemiecki matematyk, geodeta, wykładowca akademicki (ur. 1908)
  - Tadeusz Styka, polski malarz portrecista (ur. 1889)
- 1956:
  - William Bishop, kanadyjski pilot wojskowy, as myśliwski (ur. 1894)
  - Norman L. Bowen, kanadyjski petrograf (ur. 1887)
  - Herminio Masantonio, argentyński piłkarz (ur. 1910)
- 1957:
  - John Svanberg, szwedzki lekkoatleta, długodystansowiec (ur. 1881)
  - Harry Watson, kanadyjski hokeista (ur. 1898)
- 1958:
  - Hans Grundig, niemiecki malarz, grafik (ur. 1901)
  - Arvid Holmberg, szwedzki gimnastyk (ur. 1886)
- 1959 – Paul Douglas, amerykański aktor (ur. 1907)
- 1961:
  - George Irving, amerykański aktor, reżyser filmowy (ur. 1874)
  - Jean Rogissart, francuski pisarz (ur. 1894)
- 1962 – Władimir Artiemjew, radziecki inżynier, pirotechnik, konstruktor rakiet (ur. 1885)
- 1963:
  - Suzanne Duchamp, francuska malarka (ur. 1889)
  - Richard Oswald, austriacki reżyser filmowy (ur. 1880)
- 1966:
  - Eva Justin, niemiecka antropolog, biolog kryminalna (ur. 1909)
  - Antoine Mazairac, holenderski kolarz torowy (ur. 1901)
- 1967 – Tadeusz Żyliński, polski inżynier włókiennictwa (ur. 1904)
- 1970 – Chester Morris, amerykański aktor (ur. 1901)
- 1971:
  - Nikita Chruszczow, radziecki polityk, I sekretarz KC KPZR, premier ZSRR (ur. 1894)
  - Bella Darvi, polska aktorka pochodzenia żydowskiego (ur. 1928)
- 1972:
  - Zygmunt Dobrowolski, polski podpułkownik dyplomowany kawalerii (ur. 1897)
  - Max Fleischer(inne języki), amerykański reżyser filmów animowanych (ur. 1883)
  - Eduard Flipse, holenderski dyrygent (ur. 1896)
  - Marian Gotkiewicz, polski etnograf, geograf, pedagog (ur. 1901)
- 1973:
  - Salvador Allende, chilijski polityk, prezydent Chile (ur. 1908)
  - Edward Evans-Pritchard, brytyjski antropolog kulturowy (ur. 1902)
  - Rudolf Hiden, austriacki piłkarz, bramkarz (ur. 1909)
- 1974:
  - Robert Nodar, amerykański polityk (ur. 1916)
  - Bronisław Puchowski, polski lekarz lekarz sądowy (ur. 1896)
- 1975:
  - Iwan Afanasienko, radziecki żołnierz (ur. 1923)
  - Franciszek Bujak, polski narciarz, działacz, producent nart i smarów (ur. 1896)
  - Stiepan Kalinin, radziecki generał porucznik (ur. 1890)
- 1976 – Jan Kunc, czeski kompozytor, pedagog, pisarz (ur. 1883)
- 1978:
  - Valerian Gracias, indyjski duchowny katolicki, arcybiskup Mumbaju, kardynał (ur. 1901)
  - Georgi Markow, bułgarski pisarz, dysydent (ur. 1929)
  - Janet Parker, Brytyjka, ostatnia znana śmiertelna ofiara ospy prawdziwa (ur. 1938)
  - Ronnie Peterson, szwedzki kierowca wyścigowy (ur. 1944)
- 1979 – Aleksiej Kapler, rosyjski aktor, reżyser i scenarzysta filmowy, prezenter telewizyjny (ur. 1904)
- 1980 – Louis Charavel, francuski kierowca wyścigowy (ur. 1890)
- 1981:
  - Beata Lewandowska(inne języki), polska aktorka (ur. 1955)
  - Frank McHugh, amerykański aktor (ur. 1898)
  - Cecil McMaster, południowoafrykański lekkoatleta, chodziarz (ur. 1895)
- 1982:
  - Wifredo Lam, kubański malarz (ur. 1902)
  - Jovan Miladinović, jugosłowiański piłkarz, trener (ur. 1939)
- 1984:
  - Michaił Dudko, rosyjski baletmistrz (ur. 1902)
  - Hilding Hallnäs, szwedzki kompozytor, organista (ur. 1903)
  - Roman Kuklewicz, polski dyrygent (ur. 1908)
  - Wacław Olszewski, polski lekarz, poeta, satyryk (ur. 1920)
  - Ángel Rosenblat, wenezuelski filolog, hispanista, wykładowca akademicki pochodzenia żydowskiego (ur. 1902)
  - Jerry Voorhis, amerykański polityk (ur. 1901)
- 1985:
  - Eleanor Dark, australijska pisarka (ur. 1901)
  - Henryk Panas, polski nauczyciel, pisarz, publicysta (ur. 1912)
- 1987:
  - Lorne Greene, kanadyjski aktor (ur. 1915)
  - Peter Tosh, jamajski muzyk reggae (ur. 1944)
  - Mahadevi Varma, indyjska poetka (ur. 1907)
- 1988 – Wilhelm Batz, niemiecki pilot wojskowy, as myśliwski (ur. 1916)
- 1991 – Andrzej Zaborowski, polski etnograf, muzealnik (ur. 1931)
- 1992 – Frank McKinney, amerykański pływak (ur. 1938)
- 1993:
  - Erich Leinsdorf, amerykański dyrygent pochodzenia austriackiego (ur. 1912)
  - Miroslav Šmíd, czeski taternik, alpinista, fotograf górski (ur. 1952)
- 1994:
  - Szimon Awidan, izraelski podpułkownik (ur. 1911)
  - Dernell Every, amerykański florecista (ur. 1906)
  - Michał Lekszycki, polski aktor (ur. 1929)
  - Jessica Tandy, amerykańska aktorka pochodzenia brytyjskiego (ur. 1909)
- 1995:
  - Georges Canguilhem, francuski filozof, wykładowca akademicki (ur. 1904)
  - Paweł Cyganek, polski piłkarz (ur. 1913)
  - Ralph Kent-Cooke, amerykański kierowca wyścigowy (ur. 1937)
  - Wawrzyniec Kopczyński, polski historyk sztuki, muzealnik (ur. 1935)
- 1996:
  - Guido Aristarco, włoski krytyk, historyk i teoretyk filmu (ur. 1918)
  - Franciszek Kaim, polski polityk, wicepremier, minister hutnictwa (ur. 1919)
- 1997 – Anatolij Połosin, rosyjski piłkarz, trener (ur. 1935)
- 1998:
  - Tadeusz Białek, polski generał brygady (ur. 1918)
  - Zbigniew Fras, polski historyk (ur. 1952)
- 1999:
  - Momčilo Đujić, chorwacki duchowny prawosławny, dowódca czetników (ur. 1907)
  - Artur Kuchta, polski skoczek spadochronowy (ur. 1965)
- 2000 – Ham Heung-chul, południowokoreański piłkarz, bramkarz, trener (ur. 1930)
- 2001 – Ofiary zamachów terrorystycznych w USA:
  - Berry Berenson(inne języki), amerykańska fotografka, aktorka, modelka (ur. 1948)
  - Mark Bingham, amerykański specjalista public relations (ur. 1970)
  - Kevin Cosgrove, amerykański pracownik World Trade Center (ur. 1955)
  - Mychal Judge, amerykański duchowny katolicki, franciszkanin, kapelan nowojorskiej straży pożarnej (ur. 1933)
  - Daniel Lewin, amerykański matematyk, przedsiębiorca, funkcjonariusz izraelskiego wywiadu (ur. 1970)
  - John Ogonowski, amerykański pilot (ur. 1949)
- Sprawcy zamachów:
  - Muhammad Ata, egipski terrorysta (ur. 1968)
  - Fayez Banihammad, emiracki terrorysta (ur. 1977)
  - Zijad Dżarrah, libański terrorysta (ur. 1975)
  - Ahmed al-Ghamdi, saudyjski terrorysta (ur. 1979)
  - Hamza al-Ghamdi, saudyjski terrorysta (ur. 1980)
  - Saeed al-Ghamdi, saudyjski terrorysta (ur. 1979)
  - Hani Handżur, saudyjski terrorysta (ur. 1972)
  - Nawaf al-Hazmi, saudyjski terrorysta (ur. 1976)
  - Salem al-Hazmi, saudyjski terrorysta (ur. 1981)
  - Ahmed al-Haznawi, saudyjski terrorysta (ur. 1980)
  - Khalid al-Mihdhar, saudyjski terrorysta (ur. 1975)
  - Majed Moqed, saudyjski terrorysta (ur. 1977)
  - Ahmed al-Nami, saudyjski terrorysta (ur. 1977)
  - Abdulaziz al-Omari, saudyjski terrorysta (ur. 1979)
  - Marwan al-Shehhi, emiracki terrorysta (ur. 1978)
  - Mohand al-Shehri, saudyjski terrorysta (ur. 1979)
  - Wail al-Shehri, saudyjski terrorysta (ur. 1973)
  - Satam al-Suqami, saudyjski terrorysta (ur. 1976)
- 2002:
  - Eugeniusz Dutkiewicz, polski duchowny katolicki, pallotyn, jeden z prekursorów ruchu hospicyjnego w Polsce (ur. 1947)
  - Kim Hunter, amerykańska aktorka (ur. 1922)
  - Franciszek Pióro, polski komandor (ur. 1897)
- 2003:
  - John Marshall Lee, amerykański wiceadmirał (ur. 1914)
  - Anna Lindh, szwedzka polityk, minister spraw zagranicznych (ur. 1957)
  - John Ritter, amerykański aktor (ur. 1948)
- 2004:
  - Juraj Beneš, słowacki kompozytor, pianista (ur. 1940)
  - Fred Ebb, amerykański autor musicali (ur. 1933)
  - Nektariusz (Kellis), grecki duchowny prawosławny (ur. 1952)
  - Jerzy Lisowski, polski krytyk literacki, tłumacz (ur. 1928)
  - Piotr VII, cypryjski duchowny prawosławny, patriarcha Aleksandrii (ur. 1949)
- 2005:
  - Henryk Bereska, niemiecki poeta, tłumacz (ur. 1926)
  - Abdallah Ibrahim, marokański polityk, premier Maroka (ur. 1918)
  - Henryk Tomaszewski, polski grafik, ilustrator, plakacista (ur. 1914)
- 2006:
  - William Auld, szkocki poeta, tłumacz, esperantysta (ur. 1924)
  - Joachim Fest, niemiecki historyk, publicysta (ur. 1926)
- 2007:
  - Ian Porterfield, szkocki piłkarz, trener (ur. 1946)
  - Bogdan Wnętrzewski, polski architekt (ur. 1919)
  - Joe Zawinul, austriacki pianista i kompozytor jazzowy, członek zespołu Weather Report (ur. 1932)
- 2008 – Marian Nitecki, polski generał brygady (ur. 1913)
- 2009:
  - Juan Almeida Bosque, kubański polityk, wiceprezydent Kuby (ur. 1927)
  - Jim Carroll, amerykański pisarz, poeta, muzyk (ur. 1950)
  - Larry Gelbart, amerykański dramatopisarz, scenarzysta komediowy pochodzenia żydowskiego (ur. 1928)
- 2010:
  - Bärbel Bohley, niemiecka malarka, działaczka społeczna (ur. 1945)
  - King Coleman, amerykański wokalista i muzyk rhythm and bluesowy (ur. 1932)
  - Harold Gould, amerykański aktor (ur. 1923)
  - Kevin McCarthy, amerykański aktor (ur. 1914)
  - Taavi Peetre, estoński lekkoatleta, kulomiot (ur. 1983)
- 2011:
  - Christian Bakkerud, duński kierowca wyścigowy (ur. 1984)
  - Henryk Nolewajka, polski aktor (ur. 1953)
  - Andy Whitfield, australijski aktor (ur. 1971)
- 2012:
  - Sergio Livingstone, chilijski piłkarz, bramkarz, komentator sportowy (ur. 1920)
  - J. Christopher Stevens, amerykański polityk, dyplomata (ur. 1960)
- 2013:
  - Marshall Berman, amerykański filozof, pisarz (ur. 1940)
  - Jimmy Fontana, włoski aktor, piosenkarz, kompozytor (ur. 1934)
  - Jerzy Hrybacz, polski ekonomista, działacz opozycji w czasach PRL, polityk, poseł na Sejm RP (ur. 1927)
  - Michał Ratyński, polski reżyser teatralny (ur. 1948)
- 2016:
  - Alexis Arquette, amerykańska aktorka (ur. 1969)
  - Ryszard Semka, polski architekt (ur. 1925)
  - Jerzy Strzelecki, polski socjolog, polityk (ur. 1954)
- 2017:
  - Tuanku Abdul Halim, malezyjski przywódca polityczny, król Malezji (ur. 1927)
  - J.P. Donleavy, irlandzki pisarz (ur. 1926)
  - Teofan (Galinski), rosyjski duchowny prawosławny, arcybiskup berliński i niemiecki (ur. 1954)
  - Władysław Liwak, polski prawnik, polityk, poseł na Sejm RP (ur. 1942)
  - António Francisco dos Santos, portugalski duchowny katolicki, biskup Porto (ur. 1948)
  - Jerzy Skrzepiński, polski malarz, scenograf filmowy (ur. 1923)
- 2018 – Fenella Fielding, brytyjska aktorka (ur. 1927)
- 2019:
  - Kazimierz Gładysiewicz, polski piłkarz (ur. 1962)
  - Jusuf Habibie, indonezyjski polityk, prezydent Indonezji (ur. 1936)
  - Daniel Johnston, amerykański piosenkarz, autor tekstów, rysownik (ur. 1961)
- 2020:
  - Roger Carel, francuski aktor (ur. 1927)
  - Anthony Cekada, amerykański duchowny katolicki, teolog, sedewakant (ur. 1951)
  - Henryk Łapiński, polski aktor (ur. 1933)
  - Janusz Tadeusz Maciuszko, polski historyk kościoła, profesor nauk teologicznych (ur. 1957)
  - Christian Poncelet, francuski polityk, przewodniczący Senatu, eurodeputowany (ur. 1928)
  - Nadhim Shaker, iracki piłkarz, trener (ur. 1958)
- 2021:
  - Abimael Guzmán, peruwiański maoista, terrorysta, przywódca Świetlistego Szlaku (ur. 1934)
  - Józef Korpanty, polski filolog klasyczny, językoznawca, historyk starożytności (ur. 1941)
- 2022:
  - Florin Hidișan, rumuński piłkarz (ur. 1982)
  - Javier Marías, hiszpański pisarz (ur. 1951)
  - Zbigniew Sokolik, polski psychiatra, psychoanalityk (ur. 1928)
  - Alain Tanner, szwajcarski reżyser, scenarzysta i producent filmowy (ur. 1929)
- 2023:
  - Maciej Kulisiewicz, polski inżynier budownictwa lądowego, wykładowca akademicki (ur. 1946)
  - Manfred Poschenrieder, niemiecki żużlowiec (ur. 1938)
  - Yvonne Přenosilová, czeska piosenkarka, dziennikarka, prezenterka (ur. 1947)
  - Władisław Tieriechow, rosyjski dyplomata (ur. 1933)
  - Endel Tulving, kanadyjski psycholog, wykładowca akademicki (ur. 1927)
  - Jan Zalewa, polski ekonomista, wykładowca akademicki (ur. 1940)
- 2024:
  - Kenneth Cope, brytyjski aktor (ur. 1931)
  - Alberto Fujimori, peruwiański polityk, prezydent Peru (ur. 1938)
  - Peter Klashorst, holenderski malarz, rzeźbiarz, fotograf (ur. 1957)
  - Chad McQueen, amerykański aktor (ur. 1960)
  - Michał Sobelman, polski pisarz, tłumacz, scenarzysta filmów dokumentalnych (ur. 1953)